# Jonas Blomberg
Lars Jonas Olof Blomberg, född 9 januari 1944 i Uppsala, död 5 februari 2019 i Uppsala, var en svensk läkare, virolog och professor i Uppsala.
Efter medicinstudier och AT-tjänstgöring fick Jonas Blomberg sin läkarlegitimation 1975. Han disputerade vid Göteborgs universitet 1977 och blev under 1980-talet docent och biträdande överläkare vid bakteriologiska laboratoriet på Lunds lasarett.
Han var professor i klinisk virologi vid Institutionen för medicinska vetenskaper, klinisk mikrobiologi och infektionsmedicin vid Uppsala universitet.
Blomberg var son till läkaren Lars-Henrik Blomberg och Dagny, ogift Berg, samt sonson till tandläkaren Ernst Blomberg. Åren 1968–1998 var han gift med journalisten Barbro Blomberg (född 1945) och fick med henne två döttrar, av vilka skådespelaren Anna Blomberg en.
Jonas Blomberg är begravd på Örgryte nya kyrkogård.